# ألفرد بروكس
ألفرد بروكس (بالإنجليزية: Alfred Brooks)‏ (24 مارس 1846 في المملكة المتحدة - 20 نوفمبر 1911) هو لاعب كريكت بريطاني (وحمل سابقاً جنسية المملكة المتحدة لبريطانيا العظمى وأيرلندا). لعب مع نادي مقاطعة نوتنغهامشير للكريكت ‏.

## وصلات خارجية
- ألفرد بروكس على موقع إي آس بي آن كريك إنفو (الإنجليزية)